# Tallinn Trophy
Tallinn Trophy – międzynarodowe zawody w łyżwiarstwie figurowym seniorów, juniorów i juniorów młodszych (kat. Novice) rozgrywane w Estonii od 2011 r. Zawody odbywają się w Tallinnie. Od sezonu 2015/2016 wchodzą w cykl zawodów Challenger Series organizowanych przez Międzynarodową Unię Łyżwiarską. W jego trakcie rozgrywane są zawody w jeździe indywidualnej kobiet i mężczyzn oraz par sportowych i tanecznych, choć nie zawsze rozgrywane są wszystkie konkurencje.

## Medaliści w kategorii seniorów
CS: Challenger Series

### Soliści
| Rok                                           | Złoto              | Srebro                | Brąz                | Wyniki |
| --------------------------------------------- | ------------------ | --------------------- | ------------------- | ------ |
| 2011                                          | Sarkis Hayrapetyan | Slavik Hayrapetyan    | Girts Jekabsons     | [ 1 ]  |
| 2012                                          | Viktor Romanenkov  | Daniel Albert Naurits | Samuel Koppel       | [ 2 ]  |
| Konkurencja nie została rozegrana w 2013 roku |                    |                       |                     |        |
| 2014                                          | Alexei Bychenko    | Danijjel Samochin     | Slavik Hayrapetyan  | [ 3 ]  |
| 2015 CS                                       | Max Aaron          | Dmitrij Alijew        | Deniss Vasiļjevs    | [ 4 ]  |
| 2016 CS                                       | Roman Sawosin      | Anton Szulepow        | Andrew Torgashev    | [ 5 ]  |
| 2017 CS                                       | Dmitrij Alijew     | Alexei Krasnozhon     | Jarosław Paniot     | [ 6 ]  |
| 2018 CS                                       | Maksim Kowtun      | Vincent Zhou          | Anton Szulepow      | [ 7 ]  |
| 2019                                          | Mihhail Selevko    | Aleksandr Selevko     | Nicky-Leo Obriejkow | [ 8 ]  |

### Solistki
| Rok                                           | Złoto                    | Srebro                | Brąz            | Wyniki |
| --------------------------------------------- | ------------------------ | --------------------- | --------------- | ------ |
| 2011                                          | Julija Starikowa         | Helery Hälvin         | Stasija Rage    | [ 1 ]  |
| Konkurencja nie została rozegrana w 2012 roku |                          |                       |                 |        |
| 2013                                          | Helery Hälvin            | Oona Lindhal          | Tuuli Lipiainen | [ 9 ]  |
| 2014                                          | Angelina Kučvaļska       | Anastasia Galustyan   | Liubov Efimenko | [ 3 ]  |
| 2015 CS                                       | Marija Sotskowa          | Elizabet Tursynbajewa | Tyler Pierce    | [ 4 ]  |
| 2016 CS                                       | Stanisława Konstantinowa | Sierafima Sachanowicz | Bradie Tennell  | [ 5 ]  |
| 2017 CS                                       | Stanisława Konstantinowa | Alisa Fiediczkina     | Nicole Schott   | [ 6 ]  |
| 2018 CS                                       | Sierafima Sachanowicz    | Ting Cui              | Viveca Lindfors | [ 10 ] |
| 2019                                          | Ksienija Cybinowa        | Anastasija Gulakowa   | Olga Mikutina   | [ 11 ] |

### Pary sportowe
| Rok                                                | Złoto                                       | Srebro                             | Brąz                                  | Wyniki |
| -------------------------------------------------- | ------------------------------------------- | ---------------------------------- | ------------------------------------- | ------ |
| Konkurencja nie została rozegrana latach 2011–2014 |                                             |                                    |                                       |        |
| 2015 CS                                            | Alona Sawczenko / Bruno Massot              | Mari Vartmann / Ruben Blommaert    | Amani Fancy / Christopher Boyadji     | [ 4 ]  |
| 2016 CS                                            | Alina Ustimkina / Nikita Wołodin            | Alisa Jefimowa / Aleksandr Korowin | Goda Butkutė / Nikita Jermołajew      | [ 5 ]  |
| 2017 CS                                            | Jekatierina Aleksandrowska / Harley Windsor | Alisa Jefimowa / Aleksandr Korowin | Anastasija Połujanowa / Dmitrij Sopot | [ 6 ]  |
| 2018 CS                                            | Miriam Ziegler / Severin Kiefer             | Tarah Kayne / Danny O’Shea         | Jessica Calalang / Brian Johnson      | [ 12 ] |
| Konkurencja nie została rozegrana w 2019 roku      |                                             |                                    |                                       |        |

### Pary taneczne
| Rok                                                  | Złoto                                    | Srebro                                | Brąz                                | Wyniki |
| ---------------------------------------------------- | ---------------------------------------- | ------------------------------------- | ----------------------------------- | ------ |
| Konkurencja nie została rozegrana w latach 2011–2013 |                                          |                                       |                                     |        |
| 2014                                                 | Allison Reed / Vasili Rogov              | Tatiana Kozmava / Aleksandr Zolotarev | Olga Jakušina / Andrey Nevskiy      | [ 3 ]  |
| 2015 CS                                              | Isabella Tobias / Ilja Tkaczenko         | Federica Testa / Lukáš Csölley        | Cecilia Törn / Jussiville Partanen  | [ 4 ]  |
| 2016 CS                                              | Jelena Ilinych / Rusłan Żyganszyn        | Isabella Tobias / Ilja Tkaczenko      | Elliana Pogrebinsky / Alex Benoit   | [ 5 ]  |
| 2017 CS                                              | Natalia Kaliszek / Maksym Spodyriew      | Alisa Agafonova / Alper Uçar          | Elliana Pogrebinsky / Alex Benoit   | [ 6 ]  |
| 2018 CS                                              | Christina Carreira / Anthony Ponomarenko | Anastasija Skopcowa / Kiriłł Aloszyn  | Natalia Kaliszek / Maksym Spodyriew | [ 13 ] |
| Konkurencja nie została rozegrana w 2019 roku        |                                          |                                       |                                     |        |

## Medaliści w kategorii juniorów

### Soliści (J)
| Rok  | Złoto              | Srebro                       | Brąz               | Wyniki |
| ---- | ------------------ | ---------------------------- | ------------------ | ------ |
| 2011 | Samuel Koppel      | German Frolov                | brak zawodników    | [ 1 ]  |
| 2012 | Daniił Parkman     | Konstantin Mavromatti        | Ilja Czernych      | [ 2 ]  |
| 2013 | Roman Galay        | Juho Pirinen                 | Ilja Czernych      | [ 9 ]  |
| 2014 | Artem Tsoglin      | Armen Agaian                 | Roman Galay        | [ 3 ]  |
| 2015 | Dmitrij Buszlanow  | Jegor Efimczuk               | Daniil Zurav       | [ 4 ]  |
| 2016 | Matyáš Bělohradský | Thomas Stoll                 | Nikita Starostin   | [ 5 ]  |
| 2017 | Andriej Mozalew    | Maksim Fiodotow              | Matyas Belohradsky | [ 6 ]  |
| 2018 | Artur Danijelan    | Tomas Llorenc Guarino Sabate | Nikita Starostin   | [ 14 ] |
| 2019 | Francois Pitot     | Xan Rols                     | Oliver Praetorius  | [ 15 ] |

### Solistki (J)
| Rok           | Złoto                    | Srebro                   | Brąz                     | Wyniki |
| ------------- | ------------------------ | ------------------------ | ------------------------ | ------ |
| 2011          | Sindra Kriisa            | Wiktorija Proszyna       | Karine Rutlauka          | [ 1 ]  |
| 2012          | Stanisława Konstantinowa | Wiktorija Proszyna       | Jekatierina Kozłowska    | [ 2 ]  |
| 2013          | Jemima Rasmuss           | Ksienija Koczujewa       | Diana Reinsalu           | [ 9 ]  |
| 2014          | Anni Järvenpää           | Stanisława Konstantinowa | Kristina Škuleta-Gromova | [ 3 ]  |
| 2015 Grupa I  | Shaline Ruegger          | Ella Mizrahi             | Serena Giraud            | [ 4 ]  |
| 2015 Grupa II | Stanisława Konstantinowa | Alisa Fiediczkina        | Diana Nikitina           | [ 4 ]  |
| 2016          | Alisa Fiediczkina        | Jelizawieta Nugumanowa   | Dahyun Ko                | [ 5 ]  |
| 2017          | Anastasija Gubanowa      | Anastasija Archypowa     | Anastasija Hraczёwa      | [ 6 ]  |
| 2018          | You Young                | Selma Valitalo           | Niina Petrokina          | [ 16 ] |
| 2019          | Niina Petrokina          | Anais Coraducci          | Maia Sorensen            | [ 17 ] |

### Pary sportowe (J)
| Rok                                                | Złoto                                    | Srebro                       | Brąz            | Wyniki |
| -------------------------------------------------- | ---------------------------------------- | ---------------------------- | --------------- | ------ |
| Konkurencja nie została rozegrana latach 2011–2017 |                                          |                              |                 |        |
| 2017                                               | Darja Kwiartałowa / Aleksiej Swiatczenko | Cleo Hamon / Denys Strekalin | brak zawodników | [ 6 ]  |
| Konkurencja nie została rozegrana latach 2018–2019 |                                          |                              |                 |        |

### Pary taneczne (J)
| Rok                                           | Złoto                                         | Srebro                                        | Brąz                                          | Wyniki |
| --------------------------------------------- | --------------------------------------------- | --------------------------------------------- | --------------------------------------------- | ------ |
| 2011                                          | Victoria - Laura Lohmus / Andrei Davodov      | brak zawodników                               | brak zawodników                               | [ 1 ]  |
| 2012                                          | Marina Elias / Denis Koreline                 | Ksenia Shevshenko / German Frolov             | brak zawodników                               | [ 2 ]  |
| 2013                                          | Ksienija Konkina / Gieorgij Riewija           | Jekatierina Czernikina / Andriej Fiłatow      | Marina Elias / Denis Koreline                 | [ 9 ]  |
| 2014                                          | Eugenia Tkaczenka / Jurij Gulicki             | Kimberly Berkovich / Ronald Zilberberg        | Emilija Kalahanawa / Uładzisłau Pałchouski    | [ 3 ]  |
| 2015                                          | Aleksandra Amielchina / Andriej Fiłatow       | Ksienija Konkina / Gieorgij Riewija           | Sarah-Marine Rouffanche / Geoffrey Brissaud   | [ 4 ]  |
| 2016                                          | Anastasija Skopcowa / Kiriłł Aloszyn          | Ksienija Konkina / Grigorij Jakuszew          | Polina Iwanienko / Daniił Karpow              | [ 5 ]  |
| 2017                                          | Anastasija Skopcowa / Kiriłł Aloszyn          | Jelizawieta Chudajbierdijewa / Nikita Nazarow | Julija Tulcewa / Anatolij Biełowodczenko      | [ 6 ]  |
| 2018                                          | Jelizawieta Chudajbierdijewa / Nikita Nazarow | Diana Davis / Gleb Smołkin                    | Jekatierina Kataszynska / Aleksandr Waśkowicz | [ 18 ] |
| Konkurencja nie została rozegrana w 2019 roku |                                               |                                               |                                               |        |